# 弗兰克·亨利
弗兰克·亨利（英語：Frank Henry，1909年12月15日—1989年8月25日），美国男子马术运动员。他曾代表美国参加1948年夏季奥林匹克运动会马术比赛，获得一枚金牌和二枚银牌，成为首位在单届奥运会上获得三枚马术奖牌的美国运动员。